# Anna Smashnova
Anna Smashnova (née le 16 juillet 1976 à Minsk, actuelle Biélorussie) est une joueuse de tennis israélienne, professionnelle de 1991 à 2007. Elle est également connue sous son nom de femme mariée, Anna Smashnova-Pistolesi.

## Carrière tennistique
Numéro un soviétique junior à la fin des années 1980, Anna Smashnova déménage en 1990 en Israël avec ses parents. L'année suivante, elle gagne le simple filles à Roland-Garros et devient professionnelle sur le circuit WTA.
Dotée d'un petit gabarit, son solide jeu de fond de court, particulièrement efficace sur terre battue, a souvent été comparé à celui de l'illustre Arantxa Sánchez : minimum de fautes directes, excellente défense et pugnacité. En Grand Chelem, c'est donc à Roland-Garros qu'elle a obtenu ses meilleures performances, atteignant à deux reprises les huitièmes de finale, en 1995 et 1998.
Le plus souvent classée parmi les cinquante meilleures mondiales de 1998 à 2006, elle s'est hissée au 15e rang en février 2003. Pendant sa carrière, elle a notamment battu Elena Dementieva, Jelena Dokić, Anastasia Myskina, Justine Henin ou Kim Clijsters.
Elle a joué 73 matchs en Fed Cup au sein de l'équipe israélienne en 61 confrontations, un record à ce jour inégalé.
Sur treize finales disputées, Anna Smashnova compte quelque douze trophées WTA en simple, la totalité dans des épreuves secondaires, faisant d'elle l'une des joueuses les plus titrées depuis le début des années 1970. Elle remporte notamment le tournoi de tennis sur terre battue de Vienne en 2004, battant en finale l'Australienne Alicia Molik en trois sets (6-2, 3-6, 6-3)
Elle a pris sa retraite sportive à l'issue de Wimbledon en 2007.

## Palmarès

### Titres en simple dames
| No | Date       | Nom et lieu du tournoi             | Catégorie | Dotation  | Surface      | Finaliste              | Score         |          |
| -- | ---------- | ---------------------------------- | --------- | --------- | ------------ | ---------------------- | ------------- | -------- |
| 1  | 07/06/1999 | Tashkent Open, Tachkent            | Tier IVb  | 112 500 $ | Dur (ext.)   | Laurence Courtois      | 6-3, 6-3      | Parcours |
| 2  | 17/07/2000 | Sanex Trophy, Knokke-Heist         | Tier IVb  | 110 000 $ | Terre (ext.) | Dominique Monami       | 6-2, 7-5      | Parcours |
| 3  | 31/12/2001 | ASB Bank Classic, Auckland         | Tier IV   | 140 000 $ | Dur (ext.)   | Tatiana Panova         | 6-2, 6-2      | Parcours |
| 4  | 07/01/2002 | Canberra Women’s Classic, Canberra | Tier V    | 110 000 $ | Dur (ext.)   | Tamarine Tanasugarn    | 7-5, 7-62     | Parcours |
| 5  | 10/06/2002 | Wien Energie Grand Prix, Vienne    | Tier III  | 170 000 $ | Terre (ext.) | Iroda Tulyaganova      | 6-4, 6-1      | Parcours |
| 6  | 09/09/2002 | SVW Polo Open, Shanghai            | Tier IV   | 140 000 $ | Dur (ext.)   | Anna Kournikova        | 6-2, 6-3      | Parcours |
| 7  | 28/07/2003 | Idea Prokom Open, Sopot            | Tier III  | 300 000 $ | Terre (ext.) | Klára Koukalová        | 6-2, 6-0      | Parcours |
| 8  | 04/08/2003 | Nordea Nordic Light Open, Espoo    | Tier IV   | 140 000 $ | Terre (ext.) | Jelena Kostanić        | 4-6, 6-4, 6-0 | Parcours |
| 9  | 17/05/2004 | Wien Energie Grand Prix, Vienne    | Tier III  | 170 000 $ | Terre (ext.) | Alicia Molik           | 6-2, 3-6, 6-2 | Parcours |
| 10 | 11/07/2005 | Internazionali di, Modena          | Tier IV   | 140 000 $ | Terre (ext.) | Tathiana Garbin        | 6-6, ab.      | Parcours |
| 11 | 25/07/2005 | Tippmix Grand Prix, Budapest       | Tier IV   | 140 000 $ | Terre (ext.) | Catalina Castaño       | 6-2, 6-2      | Parcours |
| 12 | 25/07/2006 | Budapest Grand Prix, Budapest      | Tier IV   | 145 000 $ | Terre (ext.) | Lourdes Domínguez Lino | 6-1, 6-3      | Parcours |

### Finale en simple dames
| No | Date       | Nom et lieu du tournoi               | Catégorie | Dotation | Surface    | Vainqueure          | Score         |          |
| -- | ---------- | ------------------------------------ | --------- | -------- | ---------- | ------------------- | ------------- | -------- |
| 1  | 22/08/2006 | Women’s Tennis Classic, Forest Hills | Tier IV   | 74 800 $ | Dur (ext.) | Meghann Shaughnessy | 1-6, 6-0, 6-4 | Parcours |

## Parcours en Grand Chelem

### En simple dames
| Année | Open d'Australie | Open d'Australie   | Internationaux de France | Internationaux de France | Wimbledon       | Wimbledon          | US Open         | US Open         |
| ----- | ---------------- | ------------------ | ------------------------ | ------------------------ | --------------- | ------------------ | --------------- | --------------- |
| 1994  | 2e tour (1/32)   | Elena Likhovtseva  | 2e tour (1/32)           | Shaun Stafford           | 2e tour (1/32)  | Larisa Neiland     | 3e tour (1/16)  | Iva Majoli      |
| 1995  | 3e tour (1/16)   | Brenda Schultz     | 4e tour (1/8)            | Arantxa Sánchez          | 1er tour (1/64) | Radka Zrubáková    | 1er tour (1/64) | Rita Grande     |
| 1996  | 2e tour (1/32)   | Tami Whitlinger    | 1er tour (1/64)          | Wang Shi-Ting            | 1er tour (1/64) | Inés Gorrochategui | -               | -               |
| 1998  | -                | -                  | 4e tour (1/8)            | Martina Hingis           | 1er tour (1/64) | Mirjana Lučić      | 1er tour (1/64) | Silvia Farina   |
| 1999  | 2e tour (1/32)   | Émilie Loit        | 3e tour (1/16)           | Conchita Martínez        | 1er tour (1/64) | Mariana Díaz-Oliva | 1er tour (1/64) | Ai Sugiyama     |
| 2000  | 1er tour (1/64)  | Chanda Rubin       | 1er tour (1/64)          | Magdalena Maleeva        | 3e tour (1/16)  | Sabine Appelmans   | 1er tour (1/64) | Jelena Dokić    |
| 2001  | 1er tour (1/64)  | Karina Habšudová   | 1er tour (1/64)          | Henrieta Nagyová         | 1er tour (1/64) | Cristina Torrens   | 1er tour (1/64) | Lisa Raymond    |
| 2002  | 1er tour (1/64)  | Katarina Srebotnik | 1er tour (1/64)          | Francesca Schiavone      | 1er tour (1/64) | Angelique Widjaja  | 2e tour (1/32)  | Amanda Coetzer  |
| 2003  | 3e tour (1/16)   | Amanda Coetzer     | 2e tour (1/32)           | Magüi Serna              | 1er tour (1/64) | Samantha Reeves    | 1er tour (1/64) | Claudine Schaul |
| 2004  | 2e tour (1/32)   | Tatiana Golovin    | 3e tour (1/16)           | Elena Dementieva         | 1er tour (1/64) | Katarina Srebotnik | 1er tour (1/64) | Shinobu Asagoe  |
| 2005  | 3e tour (1/16)   | Venus Williams     | 2e tour (1/32)           | Anna-Lena Grönefeld      | 1er tour (1/64) | Elena Likhovtseva  | 2e tour (1/32)  | Tatiana Golovin |
| 2006  | 1er tour (1/64)  | Martina Suchá      | 1er tour (1/64)          | Katarina Srebotnik       | 1er tour (1/64) | Maria Sharapova    | 1er tour (1/64) | Patty Schnyder  |
| 2007  | 1er tour (1/64)  | Tatiana Golovin    | 1er tour (1/64)          | Nuria Llagostera         | 1er tour (1/64) | Martina Müller     | -               | -               |

À droite du résultat, l’ultime adversaire.

### En double dames
| Année | Open d'Australie             | Open d'Australie            | Internationaux de France     | Internationaux de France    | Wimbledon                   | Wimbledon                 | US Open                       | US Open                |
| ----- | ---------------------------- | --------------------------- | ---------------------------- | --------------------------- | --------------------------- | ------------------------- | ----------------------------- | ---------------------- |
| 2005  | -                            | -                           | 1er tour (1/32) Randriantefy | M. Camerin T. Garbin        | 1er tour (1/32) Anne Kremer | Dominikovic Aiko Nakamura | 2e tour (1/16) Randriantefy   | Rika Fujiwara Li Na    |
| 2006  | 1er tour (1/32) Randriantefy | Gisela Dulko M. Kirilenko   | 1er tour (1/32) V. Razzano   | E. Daniilídou Anabel Medina | 1er tour (1/32) V. Razzano  | V. Ruano Paola Suárez     | 1er tour (1/32) Alina Jidkova | Amy Frazier Vania King |
| 2007  | 1er tour (1/32) Kaia Kanepi  | A.-L. Grönefeld Shaughnessy | -                            | -                           | -                           | -                         | -                             | -                      |

Sous le résultat, la partenaire ; à droite, l’ultime équipe adverse.

### En double mixte
| Année | Open d'Australie | Open d'Australie | Internationaux de France     | Internationaux de France  | Wimbledon | Wimbledon | US Open                      | US Open                  |
| ----- | ---------------- | ---------------- | ---------------------------- | ------------------------- | --------- | --------- | ---------------------------- | ------------------------ |
| 2003  | -                | -                | 2e tour (1/8) Leoš Friedl    | C. Fernández Gastón Etlis | -         | -         | 1er tour (1/16) Jeff Coetzee | María Vento Mariano Hood |
| 2004  | -                | -                | 1er tour (1/16) M. Bertolini | Cara Black Wayne Black    | -         | -         | 1er tour (1/16) Andy Ram     | M. Sharapova Max Mirnyi  |

Sous le résultat, le partenaire ; à droite, l’ultime équipe adverse.

## Parcours aux Masters

### En simple dames
| # | Date       | Nom de l'édition                     | ($)       | Surface    | Résultat       | Ultime adversaire | Score    |          |
| - | ---------- | ------------------------------------ | --------- | ---------- | -------------- | ----------------- | -------- | -------- |
| 1 | 04/11/2002 | Home Depot Championships Los Angeles | 3 000 000 | Dur (int.) | 1er tour (1/8) | Serena Williams   | 6-2, 6-2 | Parcours |

## Parcours aux Jeux olympiques

### En simple dames
| # | Date       | Nom de l'olympiade           | Surface    | Résultat        | Ultime adversaire | Score    |          |
| - | ---------- | ---------------------------- | ---------- | --------------- | ----------------- | -------- | -------- |
| 1 | 15/08/2004 | Olympic Tennis Event Athènes | Dur (ext.) | 1er tour (1/32) | Tathiana Garbin   | 6-2, 6-1 | Parcours |

## Parcours en Coupe de la Fédération
| #                                                                   | Date       | Lieu          | Surface      | Gagnante(s)                      | Perdante(s)                | Score          |          |
|                                                                     |            |               |              |                                  |                            |                |          |
| 1992 - 1er tour (groupe mondial) - Pologne - Israël - 3 : 0         |            |               |              |                                  |                            |                |          |
| 1                                                                   | 13/07/1992 | Francfort     | Terre (ext.) | Katarzyna Nowak                  | Anna Smashnova             | 6-2, 6-77, 6-1 | Parcours |
| 1                                                                   | 13/07/1992 | Francfort     | Terre (ext.) | Magdalena Feistel K. Teodorowicz | Anna Smashnova Limor Zaltz | 6-3, 6-2       | Parcours |
|                                                                     |            |               |              |                                  |                            |                |          |
| 1992 - Barrage (groupe mondial I) - Israël - Suisse - 0 : 3         |            |               |              |                                  |                            |                |          |
| 2                                                                   | 16/07/1992 | Francfort     | Terre (ext.) | Manuela Maleeva                  | Anna Smashnova             | 6-1, 6-0       | Parcours |
| 2                                                                   | 16/07/1992 | Francfort     | Terre (ext.) | Christelle Fauche Emanuela Zardo | Anna Smashnova Limor Zaltz | 6-3, 6-1       | Parcours |
|                                                                     |            |               |              |                                  |                            |                |          |
| 1993 - 1er tour (groupe mondial) - Italie - Israël - 3 : 0          |            |               |              |                                  |                            |                |          |
| 3                                                                   | 19/07/1993 | Francfort     | Terre (ext.) | Linda Ferrando                   | Anna Smashnova             | 7-5, 6-1       | Parcours |
|                                                                     |            |               |              |                                  |                            |                |          |
| 1993 - Barrage (groupe mondial I) - Afrique du Sud - Israël - 2 : 1 |            |               |              |                                  |                            |                |          |
| 4                                                                   | 21/07/1993 | Francfort     | Terre (ext.) | Anna Smashnova                   | Rosalyn Fairbank           | 6-4, 6-3       | Parcours |
|                                                                     |            |               |              |                                  |                            |                |          |
| 2001 - Barrage (groupe mondial I) - Hongrie - Israël - 3 : 0        |            |               |              |                                  |                            |                |          |
| 5                                                                   | 21/07/2001 |               | Terre (ext.) | Rita Kuti-Kis                    | Anna Smashnova             | 6-1, 4-6, 6-2  | Parcours |
| 5                                                                   | 21/07/2001 | Petra Mandula | Terre (ext.) | Anna Smashnova                   | 6-3, 4-6, 6-1              |                | Parcours |
|                                                                     |            |               |              |                                  |                            |                |          |
| 2002 - Barrage (groupe mondial I) - États-Unis - Israël - 5 : 0     |            |               |              |                                  |                            |                |          |
| 6                                                                   | 20/07/2002 | Springfield   | Dur (ext.)   | Lindsay Davenport                | Anna Smashnova             | 6-3, 6-3       | Parcours |
| 6                                                                   | 20/07/2002 | Springfield   | Dur (ext.)   | Monica Seles                     | Anna Smashnova             | 6-4, 6-0       | Parcours |
|                                                                     |            |               |              |                                  |                            |                |          |
| 2003 - Barrage (groupe mondial I) - Suisse - Israël - 4 : 1         |            |               |              |                                  |                            |                |          |
| 7                                                                   | 19/07/2003 | Winterthour   | Terre (ext.) | Myriam Casanova                  | Anna Smashnova             | 6-3, 6-2       | Parcours |
| 7                                                                   | 19/07/2003 | Winterthour   | Terre (ext.) | Patty Schnyder                   | Anna Smashnova             | 6-3, 6-3       | Parcours |

## Classements WTA en fin de saison

### En simple
| Année | 1991 | 1992 | 1993 | 1994 | 1995 | 1996 | 1997 | 1998 | 1999 | 2000 | 2001 | 2002 | 2003 | 2004 | 2005 | 2006 | 2007 |
| Rang  | 347  | 231  | 147  | 48   | 68   | 132  | 140  | 50   | 49   | 46   | 87   | 16   | 16   | 32   | 43   | 65   | 928  |

Source : (en) « Classements de Anna Smashnova », sur le site officiel du WTA Tour

### En double
| Année | 1991 | 1992 | 1993 | 1994 | 1995 | 1996 | 1997 | 1998 | 1999 | 2000 | 2001 | 2002 | 2003 | 2004 | 2005 | 2006 |
| Rang  | 395  | 365  | 522  | -    | -    | 636  | 442  | -    | -    | -    | -    | -    | -    | -    | 372  | 492  |

Source : (en) « Classements de Anna Smashnova », sur le site officiel du WTA Tour